# زمرة استبدال غير متناهي
في الفيزياء النظرية، يشير مصطلح زمرة الاستبدال غير المتناهي إلى طريقة رياضية تسمح بالتحقيق المنهجي في التغيرات الحادثة في نظام فيزيائي كما يظهر على مقاييس مختلفة. في فيزياء الجسيمات، يعبّر عن التغيرات في قوانين القوة المعنية (المدونة في نظرية المجال الكمي) مثل مقياس الطاقة حيث تختلف العمليات الفيزيائية الحادثة فيه، والطاقة/الزخم، ومقاييس مسافة الانحلال المرفقة بفعالية في مبدأ عدم التأكد.
يسمى التغير في المقياس بتحول المقياس. ترتبط مجموعة التطبيع بشدة بكل من الثابت القياسي والثابت الامتثالي، التماثلان اللذين يظهر فيهما نظام ما بذات الوضع على كل المقاييس (لذلك يطلق عليه التشابه الذاتي).
يبدو تغير المقياس كما لو تغيرت القوة المكبرة لمجهر وهمي يعرض النظام. في ما يسمى بنظريات التطبيع، على مقياس واحد، سيبدو النظام بشكل عام أنه يتكون من نسخ متشابهة ذاتية منه حين يُعرض على مقياس أصغر، ببارامترات مختلفة تصف مكونات النظام. يمكن أن تتعلق المكونات أو المتغيرات الأساسية بالذرات، والجسيمات الأولية، والدورانات المغزلية الذرية، إلى آخره. تصف عادةً بارامترات النظرية التفاعلات بين المكونات. قد تكون هذه تقارنات متنوعة تقيس شدة القوى المختلفة أو البارامترات الشاملة نفسها. قد تظهر المكونات نفسها مؤلفةً من المزيد من المكونات نفسها كلما ذهبنا لمسافات أقصر.
على سبيل المثال، في الكهروديناميكا الكمية، يظهر الإلكترون مكونًا من الإلكترونات والبوزيترونات (الإلكترونات المضادة) والفوتونات، إذ يمكن للمرء أن يراه على مستوى أعلى من الانحلال، على مسافات قصيرة للغاية. للإلكترون في مثل هذه المسافات القصيرة شحنة كهربائية مختلفة قليلًا عمّا يكون للإلكترون المغطى المشاهد على مسافات كبيرة، ويحدد هذا التغير، أو بالأحرى الجريان، في قيمة الشحنة الكهربية من خلال معادلة مجموعة التطبيع.

## نبذة تاريخية
فكرة تحولات المقياس والثابت القياسي فكرة قديمة في الفيزياء: كانت أبحاث المقاييس مجالًا شائعًا للمدرسة الفيثاغورثية ولإقليدس وحتى غاليليو. ثم اشتُهرت مرة أخرى في نهاية القرن التاسع عشر، وربما يعد أول مثال على ذلك هو فكرة اللزوجة المعززة لأوزبورن رينولندز كطريقة لتفسير الاضطراب الدوامي.
اختُرعت مجموعة التطبيع في البداية في فيزياء الجسيمات، لكن تمتد تطبيقاتها حاليًا إلى فيزياء الحالة الصلبة، وميكانيكا الموائع، وعلم الكونيات الفيزيائي، وحتى تقنية النانو. تبصر كل من إرنست ستويكلبيرغ وأندريه بيترمان في مقال لهما عام 1953 بهذه الفكرة في نظرية المجال الكمي. فتح ستويكلبيرغ وبيترمان المجال فكريًا، فلاحظا أن التطبيع يظهر مجموعة من التحويلات التي تنقل الكميات من المصطلحات العارية إلى المصطلحات المضادة. وقدما دالة h(e) في الكهروديناميكا الكمية، التي يُطلق عليها الآن دالة بيتا.

### البدايات
في عام 1954، حدَّ موري جيلمان وفرنسيس إي. لو من هذه الفكرة إلى تحويلات المقياس في الكهروديناميكا الكمية وهي الأهم فيزيائيًا، وركزا على الأشكال المقارِبة لناشر الفوتونات في الطاقات العالية. حددا تنوع التقارن الكهرومغناطيسي في الكهروديناميكا الكمية، من خلال تقدير بساطة الهيكل القياسي لهذه النظرية. ولهذا اكتشفا أن بارامتر التقارن g(μ) على مقياس الطاقة μ يُعطى جيدًا من معادلة المجموعة
| {\displaystyle g(\mu )=G^{-1}\left(\left({\frac {\mu }{M}}\right)^{d}G(g(M))\right)}, |
في دالة ما G (غير محددة؛ يطلق عليها حاليًا دالة قياس ويغنر) وثابت d، بمعنى التقارن g(M)، على مقياس مرجعي M.
أدرك جيلمان ولو في هذه النتائج أنه يمكننا أن نأخذ المقياس الفعال بشكل اعتباطي كـ μ، ويمكن أن يختلف لتعريف النظرية على أي مقياس آخر:
| {\displaystyle g(\kappa )=G^{-1}\left(\left({\frac {\kappa }{\mu }}\right)^{d}G(g(\mu ))\right)=G^{-1}\left(\left({\frac {\kappa }{M}}\right)^{d}G(g(M))\right)}. |
جوهر مجموعة التطبيع هو خاصية المجموعة هذه: بينما يتنوع المقياس μ، تمثل النظرية نسخة متماثلة ذاتيًا لنفسها، ويمكن الحصول على أي مقياس بالمثل من أي مقياس آخر، من خلال فعل المجموعة، ترافق متعدٍّ رسمي للتقارنات بالمعنى الرياضي (معادلة شرودنجر).
بناءً على معادلة المجموعة (المنتهية) هذه وصِفة القياس خاصتها، تمكن جيلمان ولو من التركيز على التحويلات المتناهية الصغر، وكوّنا طريقة حاسوبية معتمدة على دالة انسياب رياضي ψ(g) = G d/(∂G/∂g) لبارمتر التقارن g، الذي قدماه. مثل دالة h(e) لستويكلبيرغ وبيترمان، تحدد دالتهما التغير التفاضلي للتقارن g(μ) في ما يتعلق بتغير بسيط على مقياس الطاقة μ من خلال معادلة تفاضلية، معادلة مجموعة التطبيع:
| {\displaystyle \displaystyle {\frac {\partial g}{\partial \ln \mu }}=\psi (g)=\beta (g)}. |
يُشار أيضًا إلى المصطلح الجديد «دالة بيتا»، الذي قدمه كل من كورتيس كالان وكورت سيمانزيك في عام 1970. بما إنها دالة بحتة لـ g، يسمح التكامل في g لتقييم اضطرابي له بتخصيص مسار التطبيع للاقتران، أي تنوعه في الطاقة، الدالة G في هذا التقريب الاضطرابي. ثبت صحة تنبؤ مجموعة التطبيع بعد أربعين عامًا في تجارب المسارع في المصادِم الإلكتروني البوزيتروني الكبير: قيس ثابت البناء الدقيق للكهروديناميكا الكمية فكان نحو 1⁄127 في طاقات تقترب من 200 GeV، في مقابل قيمة الفيزياء المعيارية منخفضة الطاقة التي تبلغ 1⁄137.